# ستيفانو لا روزا
ستيفانو لا روزا (بالإيطالية: Stefano La Rosa)‏ هو منافس ألعاب قوى إيطالي، ولد في 28 سبتمبر 1985 في غروسيتو في إيطاليا.

## وصلات خارجية
- ستيفانو لا روزا على موقع الاتحاد الدولي لألعاب القوى (الإنجليزية)
- ستيفانو لا روزا على موقع الاتحاد الإيطالي لألعاب القوى (الإيطالية)
- ستيفانو لا روزا على موقع رابطة إحصائيات سباق الطريق (الإنجليزية)
- ستيفانو لا روزا على موقع أوليمبيديا (الإنجليزية)
- ستيفانو لا روزا على موقع اللجنة الأولمبية الإيطالية (الإيطالية)